# (2033) Basilea
(2033) Basilea ist ein Asteroid des Hauptgürtels, der am 6. Februar 1973 vom Schweizer Astronomen Paul Wild, vom Observatorium Zimmerwald der Universität Bern aus, entdeckt wurde.
Der Asteroid ist nach der drittgrößten Schweizer Stadt Basel benannt. 